# Earl of Somerset
Earl of Somerset war ein erblicher britischer Adelstitel, der dreimal in der Peerage of England verliehen wurde.

## Verleihungen
Der Titel wurde erstmals 1141, während des Englischen Bürgerkrieges („Die Anarchie“), von Kaiserin Matilda an ihren Günstling William de Mohun verliehen, in Anerkennung seiner Kriegsdienste gegen Stephan von Blois. In der Gründungsurkunde des Priorats Bruton nennt William sich selbst Willielmus de Moyne, comes Somersetensis. Der Titel wurde weder von König Stephan noch von Heinrich II. anerkannt und Williams Nachkommen führten ihn nicht mehr.
Am 10. Februar 1397 wurde der Titel von König Richard II. an dessen Cousin, John Beaufort, 1. Earl of Somerset, verliehen. Dieser war der uneheliche Sohn von John of Gaunt, 1. Duke of Lancaster. Am 29. September 1397 wurde er zudem zum Marquess of Somerset und Marquess of Dorset erhoben, bekam aber nach der Krönung Heinrichs IV. am 3. November 1399 die beiden Marquess-Titel aberkannt. Sein jüngerer Sohn, John, 3. Earl of Somerset, wurde am 28. August 1443 zum Duke of Somerset und Earl of Kendal erhoben. Da er, wie schon sein älterer Bruder, der 2. Earl of Somerset, keine legitimen männlichen Nachkommen hatte, erloschen die beiden Titel bei seinem Tod am 27. Mai 1444. Das Earldom Somerset fiel an seinen nachstjüngeren Bruder Edmund als 4. Earl. Diesem waren bereits am 28. August 1441 der Titel Earl of Dorset und am 24. Juni 1442 der Titel Marquess of Dorset verliehen worden. Am 31. März 1448 wurde er zudem zum Duke of Somerset erhoben. Seinem Sohn Henry, dem 2. Duke, wurden während der Rosenkriege, wegen seines Kampfes auf Seiten des Hauses Lancaster, seine Titel am 4. November 1461 durch Parlamentsbeschluss (Bill of Attainder) aberkannt und all seine Ländereien eingezogen. Dessen Sohn Edmund wurde von den Anhängern des Hauses Lancaster weiterhin als 3. Duke angesehen, wurde jedoch in der Schlacht von Tewkesbury am 4. Mai 1471 von den Anhängern des Hauses York gefangen genommen und zwei Tage später hingerichtet. Da er keine männlichen Erben hinterließ, erloschen die Titel damit endgültig.
In dritter Verleihung wurde der Titel am 3. November 1613 für Robert Carr, 1. Viscount Rochester neu geschaffen, zusammen mit dem nachgeordneten Titel Baron Brancepeth, in the County of Durham. Dieser war ein einflussreicher Günstling König Jakobs I. und bereits am 25. März 1611 zum Viscount Rochester erhoben worden. 1613 war er an einem erfolgreichen Mordkomplott gegen seinen Widersachers am Hofe, Sir Thomas Overbury, beteiligt und wurde daraufhin wegen Mordes verurteilt, eingekerkert und 1622 begnadigt. Da er keine Söhne hatte, erlosch der Titel bei seinem Tod am 17. Juli 1645.

## Liste der Earls of Somerset

### Earls of Somerset, erste Verleihung (1141)
- William de Mohun, 1. Earl of Somerset († um 1155)

### Earls of Somerset, zweite Verleihung (1397)
- John Beaufort, 1. Marquess of Somerset and Dorset, 1. Earl of Somerset (1371/73–1410)
- Henry Beaufort, 2. Earl of Somerset (1401–1418)
- John Beaufort, 1. Duke of Somerset, 3. Earl of Somerset (1404–1444)
- Edmund Beaufort, 1. Duke of Somerset, 4. Earl of Somerset (um 1405–1455)
- Henry Beaufort, 2. Duke of Somerset, 5. Earl of Somerset (1436–1464)

### Earls of Somerset, dritte Verleihung (1613)
- Robert Carr, 1. Earl of Somerset (1586–1645)